# Навроцкий, Николай Никанорович
Никола́й Никано́рович Навро́цкий (1803—1859) — русский учёный, член-корреспондент Санкт-Петербургской Императорской академии наук, магистр изящных наук, доктор философии.

## Биография
Его мать, Варвара Сергеевна, потомственная дворянка, урождённая Запольская, (ум. 1839). Кроме двух сыновей от брака с Навроцким (Николай и Сергей), она родила во втором браке с Гавриилом Кузьмичом Игнатьевым (1770—1822) сына Руфа (1818—1886).
По окончании курса в Московском университете Навроцкий поступил в 1819 году в Свиту Его Императорского Величества по квартирмейстерской части колонновожатым; в 1820 году был произведён в прапорщики с оставлением при московском учебном заведении для колонновожатых. В 1821 году был произведен в подпоручики с назначением в канцелярию главного штаба, но скоро был переведен в гвардейский генеральный штаб.
Князь П. М. Волконский, обратив внимание на выдающиеся способности Навроцкого к математике, поручил академику Ф. И. Шуберту изложить ему академический курс астрономии. К этому же времени относится издание им курса сферической тригонометрии. В 1823 году Навроцкий был назначен состоять при втором отделении (астрономическом) военно-топографического депо-карт.
Когда была открыта школа гвардейских подпрапорщиков, он был откомандирован от Главного Штаба для производства экзаменов поступающим и оканчивающим школу и для преподавания в высшем классе. Находясь при школе, вместе с тем состоял при бригаде, а потом и дивизии, находившейся под командой великого князя Николая Павловича. При школе Навроцкий пробыл 6 лет, до 1829 года, преподавая впоследствии и тактику. В то же время он помещал статьи в журналах и издал сочинения Ф. Шуберта с его биографией: «О жизни и сочинениях г. академика, действительнаго статскаго советника и кавалера Федора Ивановича Шуберта» — за этот труд Петербургская академия наук 20 июня 1827 года избрала его своим членом-корреспондентом.
За сочинение «о конхоиде и её свойствах» Лейпцигский университет удостоил его степенью доктора философии и почётной мантией, удостоив его предварительно степени магистра изящных наук. В 1829 году он был откомандирован в штаб оставшихся в Петербурге войск и здесь за отличия был пожалован чином гвардии капитана. В 1830 году он был отправлен на тригонометрическую съемку Минской губернии, но вследствие болезни принужден был оставить военную службу, и вышел в отставку в 1831 году.
Выйдя в отставку, состоял членом калужского, а потом казанского статистического комитета, и в то же время продолжал заниматься математикой, читал лекции и печатал статьи в журналах. Предложенный им способ спрямления окружности круга (О спрямлении окружности круга — М.: Унив. тип., 1835. — 8 с.) признан академией наилучшим из всех ранее известных. В 1842 году он снова поступил на службу при департаменте уделов. За учёные труды Навроцкого Копенгагенское «Королевское общество северных древностей» внесло его имя в свои списки.
Отдельными изданиями вышли его сочинения:
- Начертание тригонометрии (в 2-х ч.). — СПб., 1821—1822.
- О геометрическом строении уравнений высших степеней посредством кривой линии называемой конхоидою… — СПб., 1827. — 63 с.
- Нечто о вновь открытой планете Нептун. — СПб.: тип. Имп. Акад. наук, 1847. — 12 с.

Прочие сочинения и статьи он помещал в журналах «Северная Пчела», «Русский Инвалид», «Академические Ведомости» и др.